# MM90FC
Die Schiffsklasse MM90FC bezeichnet eine Serie von drei Doppelendfährschiffen.

## Geschichte
Die am 24. August 2007 bestellten Schiffe wurden von der norwegischen Werft Fiskerstrand BLRT für die estländische Reederei Saaremaa Laevakompanii gebaut. Die Rümpfe wurden von Western Shipyard in Klaipėda gebaut, die Ausrüstung erfolgte auf der Fiskerstrand Verft in Fiskerstrand. Die Baukosten sollen sich auf insgesamt rund 90 Mio. Euro belaufen haben.
Die Schiffe wurden unter estländischer Flagge mit Heimathafen Roomassaare in der Ostsee zwischen dem estländischen Festland und den Inseln Hiiumaa und Muhu eingesetzt.
Ab dem 20. August 2015 wurden zwei der Fähren, die Muhumaa und die Saaremaa, auf der wiederaufgenommenen Fährverbindung über die Elbe zwischen Cuxhaven und Brunsbüttel über die Unterelbe eingesetzt. Die Verbindung wurde am 1. März 2017 vorerst wieder eingestellt. Ab dem 25. Mai 2017 wurde die in Grete umbenannte und unter deutsche Flagge gebrachte Muhumaa, die beiden auf der Fährverbindung eingesetzten Schiffe fuhren zwischenzeitlich unter der Flagge Maltas, wieder auf der Verbindung eingesetzt. Im Sommer tauschte der Betreiber die Grete mit der Saaremaa. Während die Grete in Bremerhaven aufgelegt wurde, wurde mit der Saaremaa der Fährbetrieb bis zum 9. Oktober 2017 fortgeführt. Ein Weiterbetrieb des Schiffes wurde von der Eigentümer-Gesellschaft untersagt, woraufhin auch dieses Schiff aufgelegt wurde.
Das Tochterunternehmen Elb-Link der estnischen Reederei vermarktete die Schiffe mit einer Kapazität von 160 Pkw bzw. 16 Lkw und 52 Pkw sowie 600 Passagieren und unter den Namen Grete und Anne-Marie. Das Unternehmen erinnerte damit an die Cuxhavenerin Margaretha (Greten) Handorf, die nach dem Ersten Weltkrieg mit zwei Kuttern mit diesen Namen eine Fährverbindung zwischen Cuxhaven und Brunsbüttel aufnahm.
Alle drei Fähren wurden im Frühjahr 2017 an eine Investorengruppe verkauft. Sie wurden von Conmar Shipping in Jork bereedert. Nach der Grete wurden auch die anderen beiden Fähren unter die deutsche Flagge gebracht. Heimathafen wurde Cuxhaven.
Die Hiiumaa wurde nach dem Ende des Einsatzes in Estland im Oktober 2017 im Ostuferhafen in Kiel aufgelegt.
Im September 2018 wurden zwei der Schiffe an das kanadische Unternehmen Labrador Marine verkauft, nachdem sie zuvor in verschiedenen deutschen Häfen aufgelegt waren. Die Grete und die Hiiumaa bedienen unter neuen Namen zwei Fährstrecken vor der Küste der kanadischen Provinz Neufundland und Labrador und ersetzten dort zwei fast 50 Jahre alte Schiffe. Die Grete ist unter dem neuen Namen Qajaq W auf der Strecke über die Belle-Isle-Straße zwischen Blanc-Sablon in der Provinz Québec und St. Barbe auf Neufundland im Einsatz, wo sie die Apollo ersetzte. Sie wird mit einer Kapazität von 300 Passagieren und 120 Fahrzeugen sowie acht Trailern vermarktet. Die ehemalige Hiiumaa bedient als Kamutik W von Goose Bay aus die Strecke entlang der Ostküste der Labrador-Halbinsel bis zur Ortschaft Nain im Norden. Hierfür wurde das Schiff mit Kabinen für 80 Passagiere ausgerüstet. Durch den Umbau verringerte sich die Kapazität des Schiffes auf 140 Passagiere sowie 20 Fahrzeuge und 125 Ladungseinheiten.
Die Saaremaa wurde im Sommer 2019 an die Société des traversiers du Québec verkauft, die Ersatz für die bereits im vorherigen Winter ausgefallene Fähre F.-A.-Gauthier benötigte. Sie verkehrte als Saaremaa I über den Sankt-Lorenz-Strom zwischen Matane und Godbout bzw. Matane und Baie-Comeau. In den Sommermonaten der Jahre 2022, 2023 und 2024 fuhr sie in Charter von Northumberland Ferries zwischen Prince Edward Island und Nova Scotia als Ersatz für die Holiday Island, die nach einem Feuer im Juli 2022 zum Totalverlust erklärt und verschrottet wurde.

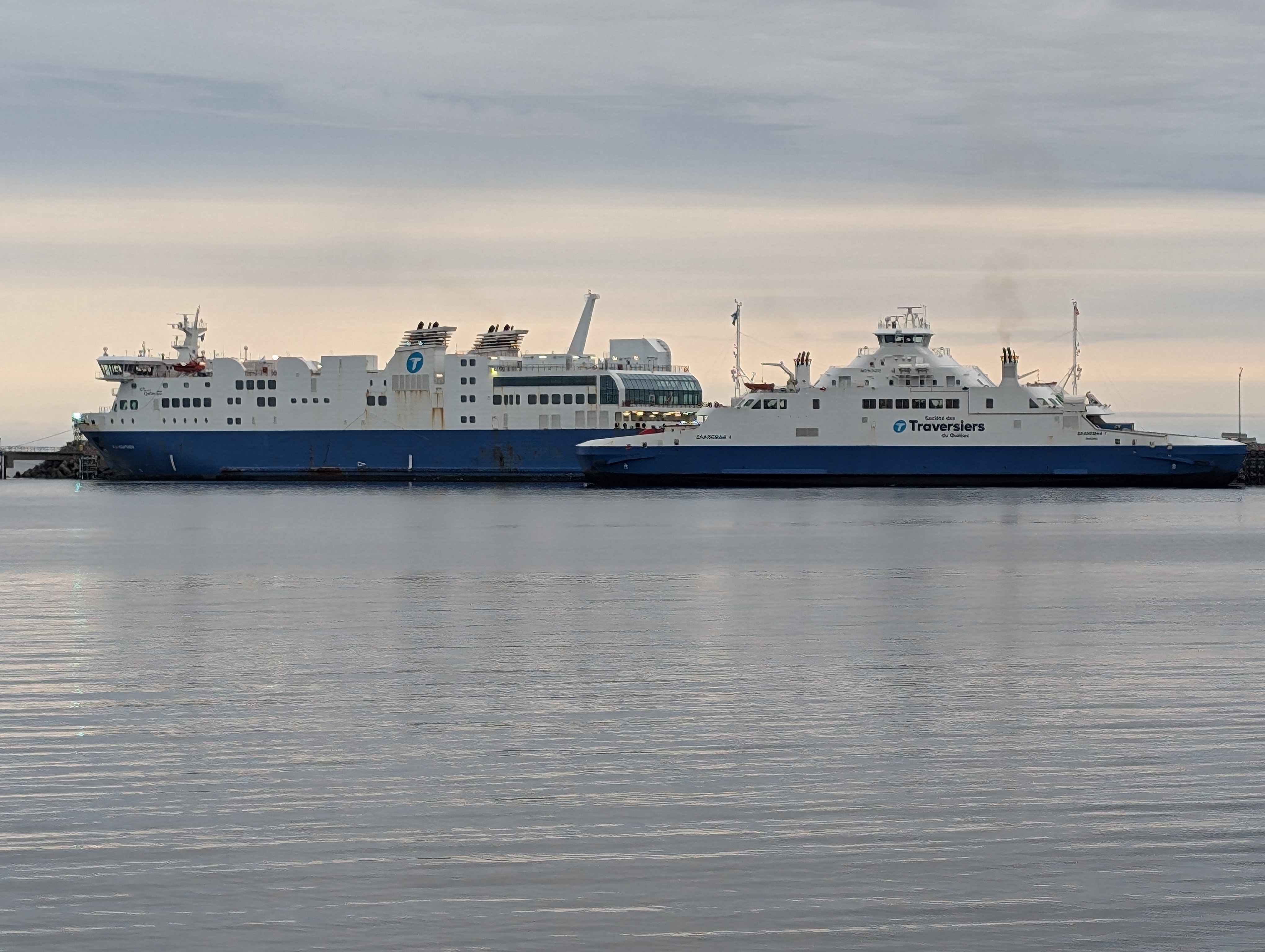
Angesichts der Rückschläge der F.-A.-Gauthier stellt die Saaremaa I für die Société des traversiers du Québec eine verlässliche Alternative dar.

## Technische Daten und Ausstattung
Die Schiffe verfügen über zwei Fahrzeugdecks, ein 5,7 Meter hohes, offenes Deck mit fünf Fahrspuren nebeneinander sowie darunter ein weiteres, 3,0 Meter hohes Deck, das über eine Rampe vom offenen Fahrzeugdeck zugänglich ist. Das offene Fahrzeugdeck kann über klappbare Rampen mit drei Fahrspuren an beiden Enden des Schiffes be- und entladen werden. Vor den Rampen befindet sich auf jeder Seite ein hochklappbares Bugvisier. Die Aufbauten mit vier weiteren Decks befinden sich über dem offenen Fahrzeugdeck. Die Schiffsrümpfe sind eisverstärkt (Eisklasse 1A). Die Schiffe können 150 Pkw befördern. Sie sind für 690 Passagiere zugelassen. Auf den Passagierdecks stehen Sitzplätze für 400 Passagiere zur Verfügung.
Der Antrieb der Schiffe erfolgt dieselelektrisch. Für die Stromerzeugung stehen vier Dieselgeneratorsätze zur Verfügung. Die Generatoren werden von vier Dieselmotoren von Wärtsilä Finland angetrieben, davon zwei Wärtsilä 6L20 mit jeweils 1200 kW Leistung und zwei Wärtsilä 8L20 mit jeweils 1600 kW Leistung. Die Generatoren von AvK verfügen über 1425 bzw. 2000 kVA Scheinleistung. Weiterhin wurde ein Notgenerator von Volvo Penta verbaut. Die beiden Propellergondeln, von denen sich eine an jedem Ende der Fähre befindet, werden von zwei Elektromotoren angetrieben.

## Die Schiffe
| MM90FC        | MM90FC    | MM90FC     | MM90FC                                          | MM90FC                                      | MM90FC |
| Bauname       | Baunummer | IMO-Nummer | Kiellegung Stapellauf Ablieferung               | Umbenennungen und Verbleib                  | Bild   |
| ------------- | --------- | ---------- | ----------------------------------------------- | ------------------------------------------- | ------ |
| Muhumaa       | 63        | 9474060    | 14. April 2008 30. September 2009 8. März 2010  | 2017: Grete, 2018: Qajaq W Bild zeigt Grete |        |
| Saaremaa      | 64        | 9474072    | 30. März 2009 13. Februar 2010 10. Juni 2010    | 2019: Saaremaa I Bild zeigt Saaremaa        |        |
| Hiiumaa       | 65        | 9481805    | 30. Oktober 2009 4. Oktober 2010 28. April 2011 | 2019: Kamutik W Bild zeigt Hiiumaa          |        |
| Daten: DNV GL |           |            |                                                 |                                             |        |